# Ястреб (политика)
Я́стреб — сторонник эскалации в политической дискуссии о военных вопросах, член «партии войны». Противоположностью ястреба является «голубь»; зооморфная метафора-противопоставление выбрана по аналогии с поведением птиц: считающегося безобидным голубя — символа мира и крайне агрессивного ястреба.
Термин пришёл из американского английского, придуман Джоном Рэндольфом во время войны 1812 года между США и Англией.. Первыми «ястребами» стали около дюжины членов Конгресса 12-го созыва во главе со спикером Г. Клеем (формального списка, естественно, не было, и исследователи спорят по поводу классификации конкретных конгрессменов).